# Cimarron (Nouveau-Mexique)
Cimarron est un village américain situé dans le comté de Colfax dans l'État du Nouveau-Mexique.

## Histoire
Avant l'arrivée des Américains, le site de Cimarron et de ses environs était habité par des Nord-Améridiens : Anazazis, Jicarillas et Utes.
En 1841, s'établit la concession minière Beaubien-Miranda et devient ainsi un site d'attraction pour de nombreuses personnes pour le meilleur et pour le pire. Le trappeur Lucien Maxwell (en) s'y installe, en 1857, il achète des parts de la concession Beaubien-Miranda qui devient la Maxwell Land Grant (en) et 1858 construit un hôtel particulier qui en plus de sa demeure fait aussi hôtel, restaurant, centre d'affaires, maison close. Des personnalités viennent loger dans son hôtel  Kit Carson, Clay Allison (en), le neveu de Davy Crockett (qui y est enterré), Wyatt Earp, Annie Oakley, Frank et Jesse James, Buffalo Bill Cody, etc,.
En 1861, la commune de Cimarron (terme désignant en espagnol un esclave noir en fuite) est officiellement créée.

## Géographie
Les coordonnées géographiques de Cimarron sont : latitude 36°30′34″ nord et longitude 104°54′56″ ouest.
À proximité de Cimarron, par la U.S. Route 64  on peut atteindre le Cimarron Canyon State Park (en) et le Ute Park, New Mexico (en).

## Démographie
La population de Cimarron est en baisse, elle est passée de 1 021 habitants au recensement de 2010 à 896 habitants au recensement de 2016.

## Équipements et services
Depuis le 1er octobre 1979 bénéficie d'une école primaire rattachée au Cherry Creek School District (en) (sous rectorat), la Cimarron Elementary School.
Depuis le 1er septembre 1992, Cimarron possède également un établissement d'enseignement secondaire la Cimarron High School,